# Łowca śmierci 3: Deathstalker i Wojownicy z Piekieł
Łowca śmierci 3: Deathstalker i Wojownicy z Piekieł (ang. Deathstalker and the Warriors from Hell, znany również jako Deathstalker III: The Warriors from Hell) – amerykańsko-meksykański film przygodowy fantasy z 1988 roku w reżyserii Alfonso "Poncho" Corona. Wyprodukowany przez Concorde Pictures. Kontynuacje filmów Łowca śmierci (1983) i Łowca śmierci 2: Pojedynek tytanów (1987).

## Opis fabuły
Księżniczka Carissa (Carla Herd) namawia wojownika Deathstalkera (John Allen Nelson) do walki z armią upiorów, służących panu krainy Southland. Powierza mu zaczarowany kamień, jeden z trzech, które razem stanowią klucz do zaginionego miasta skarbów.

## Obsada
- John Allen Nelson jako Deathstalker
- Carla Herd jako Carissa / Elizena
- Terri Treas jako Camisarde
- Thom Christopher jako Troxartas
- Aarón Hernán jako Nicias
- Roger Cudney jako Inaros
- Claudia Inchaurregui jako Marinda